# Un Vénitien anonyme
Un Vénitien anonyme (The Anonymous Venetian ou Dressed for Death, dans les éditions originales en anglais) est un roman policier américain de Donna Leon publié en 1994. C'est le 3e roman de la série mettant en scène le personnage de Guido Brunetti.

## Résumé
À Mestre, dans la banlieue industrielle de Venise, un ouvrier découvre, dans les buissons entourant une usine d'équarrissage, le cadavre d'un homme habillé en femme. L'enquête s'oriente a priori vers la piste d'un travesti, parmi ceux exerçant leurs activités dans le secteur, mais le commissaire Guido Brunetti éprouve des doutes sur le fait que la victime, apparemment âgée d'une large quarantaine d'années et sans attraits physiques fulgurants, puisse avoir fait commerce de ses charmes.
L'enquête ne tarde pas à indiquer que la victime est en fait le directeur d'une petite banque siégeant à Venise, la Banca di Verona, et l'adjoint du défunt finit par révéler à Brunetti que son supérieur lui avait révélé son homosexualité et son goût pour le travestissement. Cependant, la veuve de la victime s'inscrit fermement en faux contre ces allégations et Brunetti est enclin à la croire, ayant des difficultés à croire que, durant de longues années de mariage, la femme ait pu ne pas déceler des tendances atypiques chez son mari.
L'enquête finit par se focaliser sur les activités d'une mystérieuse Lega della Moralità (« Ligue pour la moralité »), de sa raison sociale officielle et de ses activités réelles, en particulier celle d'un de ses membres influents, l'avocat Santomauro. Elle se déroule alors que Brunetti doit laisser sa femme et ses enfants partir sans lui en vacances, fuyant la chaleur accablante qui règne à Venise, que Patta connaît des démêlés avec sa femme et que Vianello fait intervenir la sienne, Nadia, dans l'enquête.

## Éditions
Éditions originales en anglais
- (en) Donna Leon, The Anonymous Venetian, Londres, Macmillan Publishers, 10 juin 1994, 240 p. (ISBN 978-0-333-61679-6) — Édition britannique
- (en) Donna Leon, Dressed for Death, New York, HarperCollins, juin 1994, 278 p. (ISBN 978-0-06-017795-9, LCCN 93047279) — Édition américaine (titre alternatif)

Éditions françaises
- Donna Leon (auteur) et William Olivier Desmond (traducteur), Un Vénitien anonyme [« The Anonymous Venetian »], Paris, Calmann-Lévy, coll. « Calmann-Lévy crime », 8 avril 1998, 303 p. (ISBN 978-2-7021-2856-5, BNF 36972142)
- Donna Leon (auteur) et William Olivier Desmond (traducteur), Un Vénitien anonyme [« The Anonymous Venetian »], Paris, Seuil, coll. « Points policier » (no 618), 16 mars 1999, 303 p. (ISBN 978-2-02-034039-7, BNF 36975660)

## Adaptation télévisée
Le roman a fait l'objet d'une adaptation pour la télévision, en 2000, sous le même titre français (titre allemand original : Venezianische Scharade), dans le cadre de la série Commissaire Brunetti dans une réalisation de Christian Castelberg, produite par le réseau ARD et initialement diffusée le 16 octobre 2000.